# Grande exposition d'art allemand

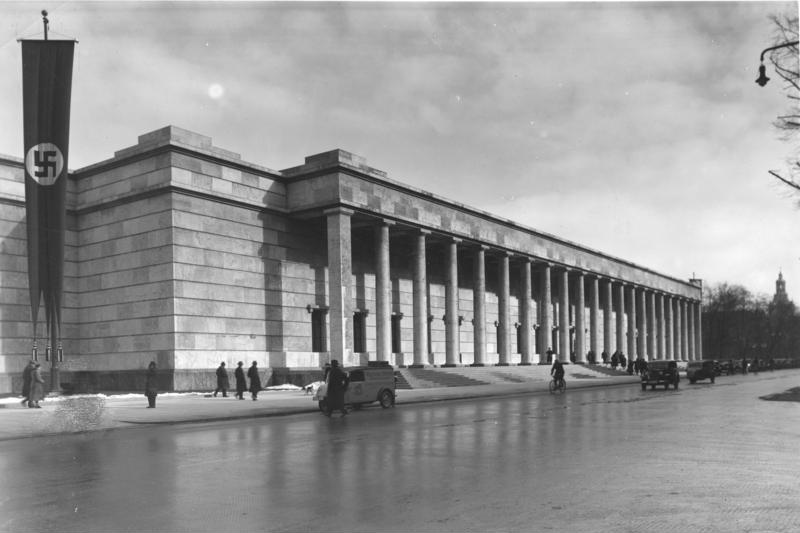
Haus der Deutschen Kunst à Munich.

La grande exposition d'art allemand (en allemand : Große Deutsche Kunstausstellung) est une exposition d'œuvres d'art qui s'est tenue à huit reprises, de 1937 à 1944, à Munich, dans la Maison de l'art allemand (Haus der Kunst). Elle se voulait représentative de l'art du national-socialisme.
L'année 1937, les nazis ont organisé deux expositions artistiques antithétiques. En plus de la première grande exposition d'art allemand, ils ont monté, également à Munich, l'exposition d'art dégénéré qu'ils présentent comme la production d'artistes bolcheviks et juifs. Cette manifestation s'est tenue au Hofgarten, dans les locaux de l'Institut archéologique allemand. Ces deux expositions se sont tenues aux mêmes dates, de juillet à novembre 1937.